# شهرستان آکومی، یاماگاتا

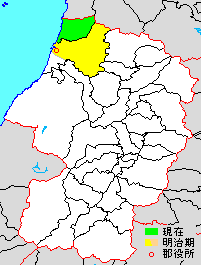

شهرستان آکومی، یاماگاتا (به ژاپنی: 飽海郡 Akumi-gun) یکی از شهرستان‌های ژاپن است که در استان یاماگاتا در ژاپن واقع شده است.